# Ізвоареле (комуна, Телеорман)
Ізвоареле (рум. Izvoarele) — комуна у повіті Телеорман в Румунії. До складу комуни входить єдине село Ізвоареле.
Комуна розташована на відстані 87 км на південний захід від Бухареста, 16 км на південь від Александрії, 138 км на південний схід від Крайови.

## Населення
За даними перепису населення 2002 року у комуні проживали 3004 особи. Усі жителі комуни рідною мовою назвали румунську.
Національний склад населення комуни:
| Національність | Кількість осіб | Відсоток |
| -------------- | -------------- | -------- |
| румуни         | 2999           | 99,8%    |
| болгари        | 5              | 0,2%     |

Склад населення комуни за віросповіданням:
| Релігія        | Кількість осіб | Відсоток |
| -------------- | -------------- | -------- |
| православні    | 2961           | 98,6%    |
| бретрени       | 38             | 1,3%     |
| атеїсти        | 2              | 0,1%     |
| греко-католики | 1              | < 0,1%   |

## Зовнішні посилання
- Дані про комуну Ізвоареле на сайті Ghidul Primăriilor [Архівовано 21 серпня 2011 у Wayback Machine.]